# Glenochrysa insularis
Glenochrysa insularis là một loài côn trùng trong họ Chrysopidae thuộc bộ Neuroptera. Loài này được Hölzel miêu tả năm 1991.